# Arthé Guimond
Arthé Guimond (* 22. Mai 1931 in Rimouski, Québec, Kanada; † 6. Februar 2013 in St. Albert) war Erzbischof von Grouard-McLennan.

## Leben
Arthé Guimond, Sohn einer Familie mit 11 Kindern, empfing am 23. Juni 1957 die Priesterweihe. Er studierte in Montreal und Rom. Er war Professor am Collège universitaire de Hearst in Ontario; dem Priesterseminar von San Francisco, dem Newman Theological College in Edmonton, der University of Saskatchewan in Saskatoon und dem Saint Boniface Seminary in Manitoba. 12 Jahre lang war er theologischer Berater der kanadischen Bischofskonferenz.
Papst Johannes Paul II. ernannte ihn am 9. Juni 2000 zum Erzbischof von Grouard-McLennan. Die Bischofsweihe spendete ihm der Apostolische Nuntius in Kanada, Paolo Romeo, am 15. August desselben Jahres; Mitkonsekratoren waren Henri Légaré OMI, emeritierter Erzbischof von Grouard-McLennan, und Joseph Neil MacNeil, emeritierter Erzbischof von Edmonton.
Am 30. November 2006 nahm Papst Benedikt XVI. sein aus Altersgründen vorgebrachtes Rücktrittsgesuch an.